# Mike Perry
Mike Perry (Flint, 15 de setembro de 1991) é um lutador de artes marciais mistas estadunidense, e atualmente luta no The Bare Knuckle Fighting Championship (BKFC) .

## Background
Perry nasceu em Flint, Michigan, e cresceu lá com seu pai, que estava na Marinha, e depois partiu para Apopka, Flórida, para morar com sua mãe. Perry também tem duas irmãs e um irmão. Sendo um dos poucos estudantes brancos nas escolas em que frequentou, Perry aprendeu a se defender desde jovem. Perry começou a treinar aos 11 anos, e foi campeão estadual da Flórida em Muay Thai amador.

## Carreira no MMA

### Início de carreira
Perry fez sua estreia profissional no MMA em setembro de 2014, depois de fazer 11 lutas amadoras, compilando um cartel de 8-3. Ele competiu por várias promoções regionais nos Estados Unidos. Em menos de dois anos, ele lutou nove vezes, nocauteando todos os seus oponentes.  

### Ultimate Fighting Championship
Perry fez sua estreia no UFC com um curto prazo de aviso, contra Lim Hyun-Gyu, em 20 de agosto de 2016, no UFC 202, depois que Sultan Aliev foi retirado do card por lesão. Nas pesagens oficiais, no momento de encarada entre os dois, Perry estendeu a mão, mas, quando o coreano foi apertá-la, Perry recuou e começou a gritar. Ele derrotou Lim por TKO no primeiro round. Após aplicar dois knockdowns, o terceiro veio a partir de um gancho de esquerda, e mais alguns golpes no chão até o árbitro decretar o fim da luta.
Perry enfrentou Danny Roberts, em 8 de outubro de 2016, no UFC 204. Na pesagem oficial, Perry deu uma mordida numa barra de chocolate, e depois disse a Roberts que o comeria vivo. Ele derrotou Roberts por KO no final do terceiro round, depois de machucar o adversário com uma joelhada no clinch, concluindo com um soco de direita e golpes no chão, até o árbitro intervir. O árbitro Marc Goddard pareceu ter finalizado a luta tardiamente, e desculpou-se após o evento, via Twitter.
Perry enfrentou Alan Jouban, em 17 de dezembro de 2016, no UFC on Fox 22. Nas pesagens oficiais, Perry tirou uma foto instantânea de Jouban, no momento da encarada.  Perry perdeu a luta por decisão unânime.
Perry enfrentou Jake Ellenberger, em 22 de abril de 2017, no UFC Fight Night 108. Ele derrotou Ellenberger por KO no segundo round. Perry derrubou Ellenberger com um gancho de esquerda no início do segundo round e, em seguida, o nocauteou com uma cotovelada em pé, no clinch, 30 segundos depois. Perry recebeu um bônus de U$ 50,000 pela Performance da Noite.
Perry enfrentaria Thiago Alves, em 16 de setembro de 2017, no UFC Fight Night 116. Porém, Alves foi retirado do evento, e foi substituído pelo recém-chegado na organização, Alex Reyes. Perry ganhou a luta por nocaute. A vitória também significou o seu segundo prêmio de Performance da Noite.

## Campeonatos e realizações
- Ultimate Fighting Championship
  - Performance da Noite (duas vezes) vs. Jake Ellenberger, vs. Alex Reyes

## Cartel no MMA
| Cartel no MMA   |             |            |
| 22 lutas        | 14 vitórias | 8 derrotas |
| Por nocaute     | 11          | 1          |
| Por finalização | 0           | 1          |
| Por decisão     | 3           | 6          |

| Res.    | Cartel | Oponente             | Método                                    | Evento                                       | Data       | Round | Tempo | Local                      | Notas                       |
| ------- | ------ | -------------------- | ----------------------------------------- | -------------------------------------------- | ---------- | ----- | ----- | -------------------------- | --------------------------- |
| Derrota | 14-8   | Daniel Rodriguez     | Decisão (unânime)                         | UFC on ABC: Vettori vs. Holland              | 10/04/2021 | 3     | 5:00  | Las Vegas, Nevada          |                             |
| Derrota | 14-7   | Tim Means            | Decisão (unânime)                         | UFC 255: Figueiredo vs. Perez                | 21/11/2020 | 3     | 5:00  | Las Vegas, Nevada          | Perry não bateu o peso.     |
| Vitória | 14-6   | Mickey Gall          | Decisão (unânime)                         | UFC Fight Night: Poirier vs. Hooker          | 27/06/2020 | 3     | 5:00  | Las Vegas, Nevada          |                             |
| Derrota | 13-6   | Geoff Neal           | Nocaute Técnico (chute na cabeça e socos) | UFC 245: Usman vs. Covington                 | 14/12/2019 | 1     | 1:30  | Las Vegas, Nevada          |                             |
| Derrota | 13-5   | Vicente Luque        | Decisão (dividida)                        | UFC Fight Night: Shevchenko vs. Carmouche 2  | 10/08/2019 | 3     | 5:00  | Montevidéu                 | Luta da Noite.              |
| Vitória | 13-4   | Alex Oliveira        | Decisão (unânime)                         | UFC Fight Night: Jacaré vs. Hermansson       | 27/04/2019 | 3     | 5:00  | Fort Lauderdale, Flórida   | Luta da noite.              |
| Derrota | 12-4   | Donald Cerrone       | Finalização (chave de braço)              | UFC Fight Night: Korean Zombie vs. Rodríguez | 10/11/2018 | 1     | 4:46  | Denver, Colorado           |                             |
| Vitória | 12-3   | Paul Felder          | Decisão (dividida)                        | UFC 226: Miocic vs. Cormier                  | 07/07/2018 | 3     | 5:00  | Las Vegas, Nevada          |                             |
| Derrota | 11-3   | Max Griffin          | Decisão (unânime)                         | UFC on Fox: Emmett vs. Stephens              | 24/02/2018 | 3     | 5:00  | Orlando, Florida           |                             |
| Derrota | 11-2   | Santiago Ponzinibbio | Decisão (unânime)                         | UFC on Fox: Lawler vs. dos Anjos             | 16/12/2017 | 3     | 5:00  | Winnipeg, Manitoba         |                             |
| Vitória | 11-1   | Alex Reyes           | Nocaute (joelhada)                        | UFC Fight Night: Rockhold vs. Branch         | 16/09/2017 | 1     | 1:19  | Pittsburgh, Pennsylvania   | Performance da Noite.       |
| Vitória | 10-1   | Jake Ellenberger     | Nocaute (cotovelada)                      | UFC Fight Night: Swanson vs. Lobov           | 22/04/2017 | 2     | 1:05  | Nashville, Tennessee       | Performance da Noite.       |
| Derrota | 9-1    | Alan Jouban          | Decisão (unânime)                         | UFC on Fox: VanZant vs. Waterson             | 17/12/2016 | 3     | 5:00  | Sacramento, California     |                             |
| Vitória | 9-0    | Danny Roberts        | Nocaute (joelhada e socos)                | UFC 204: Bisping vs. Henderson II            | 08/10/2016 | 3     | 4:40  | Manchester                 |                             |
| Vitória | 8-0    | Hyun Gyu Lim         | Nocaute Técnico (socos)                   | UFC 202: Diaz vs. McGregor II                | 20/08/2016 | 1     | 3:38  | Las Vegas, Nevada          | Estreia no UFC.             |
| Vitória | 7-0    | David Mundell        | Nocaute (socos)                           | Battleground: Perry vs. Mundell              | 14/05/2016 | 2     | 4:10  | Kissimmee, Flórida         |                             |
| Vitória | 6-0    | Frank Carrillo       | Nocaute (soco)                            | Square Ring Promotions: Island Fights 37     | 11/03/2016 | 1     | 3:40  | Pensacola, Flórida         |                             |
| Vitória | 5-0    | Jon Manley           | Nocaute Técnico (joelhadas e socos)       | Premier FC 18                                | 14/11/2015 | 2     | 3:32  | Springfield, Massachusetts |                             |
| Vitória | 4-0    | Micheal Roberts      | Nocaute (socos)                           | Bahamas Open Martial Arts Championship 2     | 29/08/2015 | 1     | 5:16  | New Providence             | Estreia no peso-meio-médio. |
| Vitória | 3-0    | Preston Parsons      | Nocaute Técnico (socos)                   | House of Fame 3: Riverside Beatdown          | 10/07/2015 | 1     | 4:49  | Jacksonville, Flórida      | Peso casado (160 lbs).      |
| Vitória | 2-0    | James Rodriguez      | Nocaute (socos)                           | Florida Championship Fighting                | 30/01/2015 | 1     | 2:22  | Orlando, Flórida           |                             |
| Vitória | 1-0    | Hector Tirado        | Nocaute (socos)                           | Top Alliance Combat 3                        | 06/09/2014 | 1     | 3:52  | McDonough, Geórgia         | Estreia no peso-leve.       |

## Cartel no boxe
| 1 luta, 0 vitórias, 1 derrota |           |        |                |         |              |            |                                                          |       |
| No.                           | Resultado | Cartel | Oponente       | Método  | Round, Tempo | Data       | Local                                                    | Notas |
| 1                             | Derrota   | 0–1    | Kenneth McNeil | Nocaute | 4 (4), 0:48  | 28/03/2015 | Pensacola Bay Center, Pensacola, Flórida, Estados Unidos |       |